# Jorge Franco Ramos
Jorge Franco Ramos, né en 1962 à Medellín, est un écrivain colombien.

## Biographie
Il a étudié la mise en scène à la London Film School et la littérature à l'université pontificale Javeriana de Bogota. Il a également été membre de l'atelier Littérature dirigé par Manuel Mejia Vallejo à la bibliothèque municipale pilote de Medellín, et membre de l'atelier d'écriture de l'Université centrale dirigé par Isaias Peña Guiterrez.
En 1996, on sélectionne Viaje Gratis pour la septième édition du Prix Carlos Castro Saavedra de la nouvelle; la même année, on remet à l'auteur le prix national Pedro Gomez Valderrama du roman pour son recueil de nouvelles Maldito amor ; et en 1997, il remporte le prix national de la ville de Pereira avec son roman Mala Noche.
Rosario Tijeras (La fille aux ciseaux) a connu un énorme succès commercial, la première édition a été épuisée en un week-end et le livre a été adapté au cinéma.

« Voilà un des auteurs colombiens auxquels j'aimerais passer le flambeau »

— Gabriel García Márquez

## Œuvres
- La Fille aux ciseaux [« Rosario Tijeras »], Paris, Éditions Métailié, 2001, 154 p. (ISBN 978-2-86424-401-1)
- Paraíso Travel, Paris, Éditions Métailié, 2004, 238 p. (ISBN 978-2-86424-489-9)
- Melodrama  (trad. de l'espagnol), Paris, Éditions Métailié, 2010, 368 p. (ISBN 978-2-86424-708-1)
- Le ciel à bout portant [« El cielo a tiros »]  (trad. de l'espagnol par René Solis), Paris, Éditions Métailié, 2020, 380 p. (ISBN 979-10-226-0990-6)